# 漕河站
漕河站是京广铁路上的一座铁路车站，位于中国河北省保定市徐水区漕河镇，建于1899年，目前为四等站，邮政编码为072556。目前客运：办理旅客乘降；行李、包裹托运；货运：办理整车货物发到。